# Pihalni orkester Ilirska Bistrica
Začetki godbeništva na tem območju segajo v štirideseta in petdeseta leta 19. stoletja, ko so tu, še pred čitalništvom, delovale tri godbe: Bistriška, Jasenska in Trnovska.
Današnji pihalni orkester je začel z delom leta 1996 in šteje približno 50 članov. Sestavljajo ga učenci glasbene šole Ilirska Bistrica. Velik del članov prihaja iz Mladinskega pihalnega orkestra glasbene šole Ilirska Bistrica.
Orkester je do leta 2015 vodil dirigent Josip Grgasovič, kasneje Simon Tomažič, Matjaž Kafol, Primož Petohleb, danes pa ga vodi Dušan Grmšek. Predsednik orkestra je bil od ustanovitve Janez Kirn, zadnji mandat pa Janko Poklar in oba imata največ zaslug za to, da pihalni orkester postaja vse večja gonilna sila kulturnega življenja v Ilirski Bistrici.
Repertoar orkestra je obsežen in sega od del znanih klasičnih mojstrov do skladb za pihalne orkestre. Svojo glasbo uveljavljajo doma in v tujini, predvsem v Italiji in na Hrvaškem.
- Skupinska slika 2005
- Skupinska slika 2008

## Uspehi
- 1999: Diploma za 2. mesto - Pokal Ormoža (zabavni program - korakanje).
- 2001: Zlato priznanje - 21. tekmovanje slovenskih godb - Sv. Anton (4. težavnostna kategorija - napredovanje v 3. težavnostno kategorijo).
- 2001: Srebrna plaketa Občine Ilirska Bistrica.
- 2002: Srebrno priznanje - 22. tekmovanje slovenskih godb - Ilirska Bistrica (3. težavnostna kategorija).
- 2002: Plaketa Bojana Adamiča dirigentu Josipu Grgasoviću - za izjemne zasluge na področju slovenskega godbeništva.
- 2003: Uspešen nastop na 7.  mednarodnem tekomvanju pihalnih orkestrov (Flicorna d' Oro) - Riva del Garda v severni Italiji (ob jezeru Garda).
- 2004: Uspešen nastop na 10. reviji kraških pihalnih godb - Gorica (Italija).
- 2005: Uspešen nastop na 11. reviji kraških pihalnih godb - Ilirska Bistrica.
- 2005: Srebrno priznanje - 25. tekmovanje slovenskih godb - Deskle pri Kanalu ob Soči (3. težavnostna kategorija).
- 2005: Zlato občinsko priznanje dirigentu Josipu Grgasoviću - za dolgoletno delo na področju kulture in godbeništva.
- 2008: Uspešen nastop na 14. reviji kraških pihalnih godb - Sovodnje (Italija).
- 2008: Srebrno priznanje - 28. tekmovanje slovenskih godb - Laško (3. težavnostna kategorija).
- 2008: Orkester se prvič predstavi na televiziji, v oddaji As ti tud not padu?! na televiziji POP tv.
- 2009: Uspešen nastop na 15. reviji kraških pihalnih godb - Ilirska Bistrica.
- 2009: 70 let rojstva in 60 let delovanja v glasbi dirigenta Josipa Grgasovića.
- 2009: Uspešen nastop za dva jubileja dirigenta Josipa Grgasovića.
- 2010: Uspešna predstava orkestra za 1. maj na Rožniku (Ljubljana).
- 2010: Nastop za 65. obletnico konca 2. svetovne vojne in 63. obletnico priključitve Primorske na hribu Svobode (Ilirska Bistrica).

## Organi
- Izvršni odbor

| Predsednik in zakoniti zastopnik društva | Janko Poklar    |
| Namestnik (podpredsednik) društva        | Lovrenc Golle   |
| Računovodja in blagajnik društva         | Helena Lenarčič |
| Dirigent orkestra                        | Simon Tomažič   |
| Član odbora                              | Tomo Šajn       |
| Član odbora                              |                 |
| Član odbora                              | Aljaša Jenko    |
| Član odbora                              | Tomaž Primc     |

- Nadzorni odbor

| Predsednik odbora | Tomo Šajn  |
| Član odbora       | Lara Logar |
| Član odbora       | Miha Jenko |

- Častno razsodišče

| Predsednik  | Anton Šajn |
| Član odbora | Meta Frank |
| Član odbora | Erika Čuš  |